# NGC 2374
NGC 2374 est un amas ouvert, situé dans la constellation du Grand Chien. Il a été découvert par l'astronome germano-britannique William Herschel en 1785.
NGC 2374 est à environ 1 468 pc (∼4 790 al) du système solaire et les dernières estimations donnent un âge de 290 millions d'années. La taille apparente de l'amas est de 12 minutes d'arc, ce qui, compte tenu de la distance, donne une taille réelle maximale d'environ 17 années-lumière. 
Selon la classification des amas ouverts de Robert Trumpler, cet amas renferme moins de 50 étoiles (lettre p) dont la concentration est moyenne (II) et dont les magnitudes se répartissent sur un intervalle moyen (le chiffre 2).